# Daisuke Ishiwatari
Daisuke Ishiwatari (石渡太輔) (n. 14 de agosto de 1973) es un desarrollador de juegos y conocido por su habilidad para crear efectos 2D en los juegos de lucha y por la saga Guilty Gear.
Ha diseñado los personajes, la historia, la música y también ha proporcionado la voz para el personaje de Sol Badguy.
Su primer trabajo fue como diseñador para la compañía SNK, trabajando para ellos en un solo juego, este juego fue el popular Last Blade.
Ishiwatari también se ha destacado como un habilidoso compositor en el género de la música metal y rock. Sus temas se pueden encontrar a lo largo de la serie de Guilty Gear; ninguna presenta letras pero sí un intrincado trabajo en el uso de la guitarra eléctrica; también encontradas en sus nuevas composiciones en BlazBlue. Los álbumes Guilty Gear XX in LA y Guilty Gear XX in NY presentan vocales de canciones representativas de la serie, a le vez de tres álbumes en japonés de la banda "Lapis Lazuli".

## Discografía

### Álbumes
- BlazBlue Song Accord 2 with Continuum Shift II  (2010)
- BlazBlue Song Accord 1 with Continuum Shift I  (2009)
- BlazBlue - Calamity Trigger (2008)
- Guilty Gear XX Λ Core - Secret Gig （2008）
- Aksys Games 2008 Promotional CD （2008）
- BlazBlue: Calamity Trigger Original Soundtrack (2008)
- Guilty Gear 2 Overture Original Soundtrack Vol.2 （2008）
- Guilty Gear 2 Overture Original Soundtrack Vol.1 （2007）
- Guilty Gear Sound Complete Box (2005）
- Guilty Gear Isuka Original Soundtrack （2004）
- Guilty Gear XX in L.A. Vocal Edition （2004）
- Guilty Gear XX in N.Y Vocal Edition （2004）
- Guilty Gear Series Best Sound Collection （2003）
- Guilty Gear XX Sound Alive （2003)
- Guilty Gear XX Original Soundtrack （2002）
- Guilty Gear X Rising Force Of Gear Image Vocal Tracks -Side.I ROCK YOU!!- （2001）
- Guilty Gear X Rising Force Of Gear Image Vocal Tracks -Side. II SLASH!!- （2001）
- Guilty Gear X Rising Force Of Gear Image Vocal Tracks -Side. III DESTROY!!- （2001）
- Guilty Gear X Heavy Rock Tracks ~ The Original Soundtrack of Dreamcast （2001）
- Guilty Gear X Original Sound Track （2000）
- Guilty Gear Original Sound Collection （1998）
- Guilty Gear Strive (2021)

- Datos: Q429678
- Multimedia: Daisuke Ishiwatari / Q429678